# 大卡爾達申卡
46°30′33″N 32°39′37″E / 46.50917°N 32.66028°E
大卡爾達申卡（烏克蘭語：Велика Кардашинка）是位於烏克蘭南部的村莊，由赫爾松州斯卡多夫斯克區的霍拉普里斯坦市镇負責管轄。該村始建於1785年，面積5.11平方公里，海拔高度3米，2001年人口1,443，人口密度每平方公里282.4人。